# Wayne Newton
Wayne F. Newton (Roanoke, Virginia, 3 de abril de 1942), es un cantante estadounidense de Las Vegas, Nevada. Ha participado en más de 30.000 shows como solista en Las Vegas a lo largo de un período de más de cuarenta años, ganándose el apodo de Mr. Vegas (Señor Las Vegas). Sus canciones más conocidas incluyen el éxito de 1972, "Daddy Don't You Walk So Fast" (que alcanzó el puesto número cuatro de la cartelera Billboard, "Years" (1980), su versión de "Red Roses for a blue lady" de 1965 y su canción emblemática "Danke Schoen" (1963).

## Vida y carrera
Newton nació en Norfolk, Virginia, sus padres fueron Evelyn Marie "Smith" y Patrick Newton, mecánico de autos. Su padre era descendiente de irlandeses y powhatan y su madre de alemanes y cheroqui. Participó en dos  episodios " El mandamiento no escrito " y "Una historia de Navidad" de la serie clásica Bonanza , en ambos entonó sus canciones. (colaboración de Francisco Rizzo-Argentina. 8/9/16)
También participó en "Vacaciones en Las Vegas".